# Solcaltoa

De 3 zijden van een rechthoekige driehoek. De langste zijde is altijd tegenover de rechtehoekteken (∟). De overstaande zijde en de aanliggende zijde worden bepaald aan de hand van de gekozen scherpe hoek.

Het woord solcaltoa is een ezelsbruggetje waarmee de drie basisverhoudingen uit de goniometrie onthouden kunnen worden. Het ezelsbruggetje is alleen te gebruiken bij rechthoekige driehoeken. Met het ezelsbruggetje is het mogelijk om een zijde uit te rekenen of een scherpe hoek.
In een rechthoekige driehoek geldt voor een van de scherpe hoeken:
| Formule                                                                                            | Ezelsbruggetje                                 |
| -------------------------------------------------------------------------------------------------- | ---------------------------------------------- |
| {\displaystyle \sin(\mathrm {hoek} )={\frac {\text{overstaande zijde}}{\text{langste zijde}}}}     | {\displaystyle s={\frac {\text{o}}{\text{l}}}} |
| {\displaystyle \cos(\mathrm {hoek} )={\frac {\text{aanliggende zijde}}{\text{langste zijde}}}}     | {\displaystyle c={\frac {\text{a}}{\text{l}}}} |
| {\displaystyle \tan(\mathrm {hoek} )={\frac {\text{overstaande zijde}}{\text{aanliggende zijde}}}} | {\displaystyle t={\frac {\text{o}}{\text{a}}}} |

Zet men de letters van elk van de afkortingen achter elkaar, dan vormen ze het woord solcaltoa:
- S  inus =
- O  verstaande rechthoekszijde, gedeeld door de
- L  angste zijde;
- C  osinus =
- A  anliggende rechthoekszijde, gedeeld door de
- L  angste zijde;
- T  angens =
- O  verstaande rechthoekszijde, gedeeld door de
- A  anliggende rechthoekszijde.

## Toepassing

### Zijde berekenen
Om een zijde te kunnen berekenen met solcaltoa, moet er eerst aan de volgende 2 voorwaarden worden voldaan:
- Het moet een rechthoekige driehoek zijn.
- Ten minste één zijde en één scherpe hoek moeten bekend zijn.

Vervolgens moet er gekeken worden welke zijde berekend moet worden. Als bijvoorbeeld de hoek en de aanliggende zijde is gegeven en er wordt gevraagd om de overstaande zijde te bereken, dan wordt er gebruikgemaakt van het 'toa' gedeelte van het ezelsbruggetje, omdat twee van de drie onderdelen uit die formule gegeven zijn.

### Scherpe hoek berekenen
Om een hoek te kunnen bereken met solcaltoa, moet er eerst aan de volgende 2 voorwaarden worden voldaan:
- Het moet een rechthoekige driehoek zijn.
- Ten minste twee zijden moeten bekend zijn.

Vervolgens moet er gekeken worden welke hoek berekend moet worden. Door middel van die hoek kun je bepalen hoe de 3 zijden heten.
Als bijvoorbeeld de overstaande zijde en de langste zijde is gegeven, dan wordt er gebruikgemaakt van het 'sol' gedeelte van het ezelsbruggetje, omdat twee van de drie onderdelen uit die formule gegeven zijn. Echter, om een hoek te berekenen moet de formule nog herschreven worden door gebruik te maken van de inverse functies {\displaystyle \sin ^{-1}}, {\displaystyle \cos ^{-1}} of {\displaystyle \tan ^{-1}}. Dit houdt in dat de volgende drie formules gemanipuleerd worden als volgt:
{\displaystyle \sin(\mathrm {hoek} )={\frac {\text{overstaande zijde}}{\text{langste zijde}}}}
{\displaystyle \cos(\mathrm {hoek} )={\frac {\text{aanliggende zijde}}{\text{langste zijde}}}}
{\displaystyle \tan(\mathrm {hoek} )={\frac {\text{overstaande zijde}}{\text{aanliggende zijde}}}}
{\displaystyle \mathrm {hoek} =\sin ^{-1}\left({\frac {\text{overstaande zijde}}{\text{langste zijde}}}\right)}
{\displaystyle \mathrm {hoek} =\cos ^{-1}\left({\frac {\text{aanliggende zijde}}{\text{langste zijde}}}\right)}
{\displaystyle \mathrm {hoek} =\tan ^{-1}\left({\frac {\text{overstaande zijde}}{\text{aanliggende zijde}}}\right)}

## Soscastoa

sin = /s; sin = /s
cos = /s; cos = /s
tan = /; tan = /

Vroeger werd de "langste zijde" ook wel de "schuine zijde" genoemd, en werd daarmee het ezelsbruggetje als soscastoa onthouden. Schuine zijde is in onbruik geraakt omdat een driehoek zo afgebeeld kan zijn, dat de langste zijde niet schuin loopt. Je kunt dan door schuine zijde te moeten gebruiken "in de war" raken terwijl het begrip langste zijde altijd klopt. Het begrip schuine zijde klopt echter ook altijd omdat deze nooit aan de rechte hoek ligt. 
Het boek Moderne Wiskunde, dat doorgaans veel wordt gebruikt in het voortgezet onderwijs, gebruikt sinds 2015 de term solcaltoa in plaats van soscastoa, terwijl het boek Getal & Ruimte (ook van Noordhoff Uitgevers) nog wel soscastoa gebruikt.